# The Typing of the Dead
Pour les articles homonymes, voir House of the Dead.
 (janvier 2025).
Si vous disposez d'ouvrages ou d'articles de référence ou si vous connaissez des sites web de qualité traitant du thème abordé ici, merci de compléter l'article en donnant les références utiles à sa vérifiabilité et en les liant à la section « Notes et références ».
The Typing of the Dead est un jeu vidéo sorti en 1999, dérivé de The House of the Dead. Il a connu de nombreuses suites.
Il sort sur arcade en 1999, sur Dreamcast en 2000, sur PC (Microsoft Windows) en 2000 et sur PlayStation 2 en 2004.

## Système de jeu
Si le joueur doit toujours faire face à des zombies, au lieu de tirer sur tout ce qui bouge, il devra ici taper des mots correspondant à chaque monstre qui arrive à l'écran. Une fois le mot tapé en entier la balle est tirée.

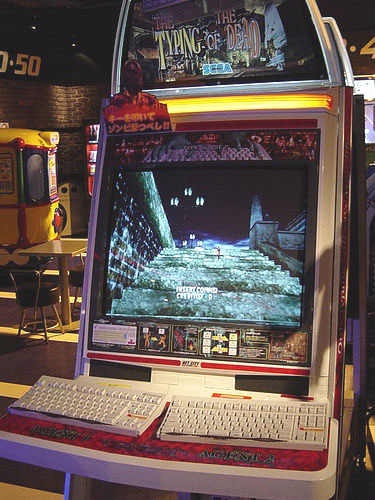
Borne de The Typing of the Dead.

Le jeu n'est disponible qu'en anglais ou en japonais. Il comprend des modes multijoueurs ainsi que des modes qui proposent, par exemple, de combattre uniquement les boss.
Le premier jeu, sorti en 2000, est basé sur The House of the Dead 2. S'ensuivra plusieurs mises à jour : The Typing of the Dead 2, The Typing of the Dead 2003, The Typing of the Dead 2004 qui sortiront uniquement sur système Windows.